# Cantonul Pont-de-Chéruy
Cantonul Pont-de-Chéruy este un canton din arondismentul Vienne, departamentul Isère, regiunea Rhône-Alpes, Franța.

## Comune
- Anthon
- Charvieu-Chavagneux
- Chavanoz
- Janneyrias
- Pont-de-Chéruy (reședință)
- Villette-d'Anthon